# Tenuipalpus boyani
Tenuipalpus boyani är en spindeldjursart som beskrevs av De Leon 1965. Tenuipalpus boyani ingår i släktet Tenuipalpus och familjen Tenuipalpidae. Inga underarter finns listade i Catalogue of Life.